# Gare de Bologne (France)
Pour les articles homonymes, voir Gare de Bologne (homonymie).
La gare de Bologne est une gare ferroviaire française de la ligne de Blesme - Haussignémont à Chaumont, située sur le territoire de la commune de Bologne, dans le département de la Haute-Marne en région Grand Est. 
C'est une halte voyageurs de la Société nationale des chemins de fer français (SNCF) desservie par des trains TER Grand Est.

## Situation ferroviaire
Établie à 237 mètres d'altitude, la gare de Bologne est située au point kilométrique (PK) 292,970 de la ligne de Blesme - Haussignémont à Chaumont, entre les gares ouvertes de Vraincourt - Viéville et de Chaumont. C'était une gare de bifurcation, origine de la ligne de Bologne à Pagny-sur-Meuse (exploitée par des cyclo-draisines entre Bologne et Andelot, désaffectée au-delà).

## Fréquentation
Selon les estimations de la SNCF, la fréquentation annuelle de la gare figure dans le tableau ci-dessous.
| Année     | 2015  | 2016  | 2017  | 2018  | 2019  | 2020  | 2021  | 2022  | 2023  | 2024  |
| --------- | ----- | ----- | ----- | ----- | ----- | ----- | ----- | ----- | ----- | ----- |
| Voyageurs | 3 077 | 5 014 | 2 661 | 2 216 | 3 479 | 1 999 | 2 577 | 3 117 | 4 643 | 6 694 |

## Service des voyageurs

### Accueil
Halte SNCF, c'est un point d'arrêt non géré (PANG) à accès libre.

### Desserte
Bologne est desservie par les trains TER Grand Est qui effectuent des missions entre les gares de Saint-Dizier et de Chaumont, ainsi que par des trains de céréales desservant le silo de la Sepac.

### Intermodalité
Le stationnement des véhicules est possible à proximité de l'ancien bâtiment voyageurs. Elle est desservie par des cars TER Grand Est de la ligne Joinville - Chaumont.